# 格貝萊班省
9°35′N 8°8′W / 9.583°N 8.133°W

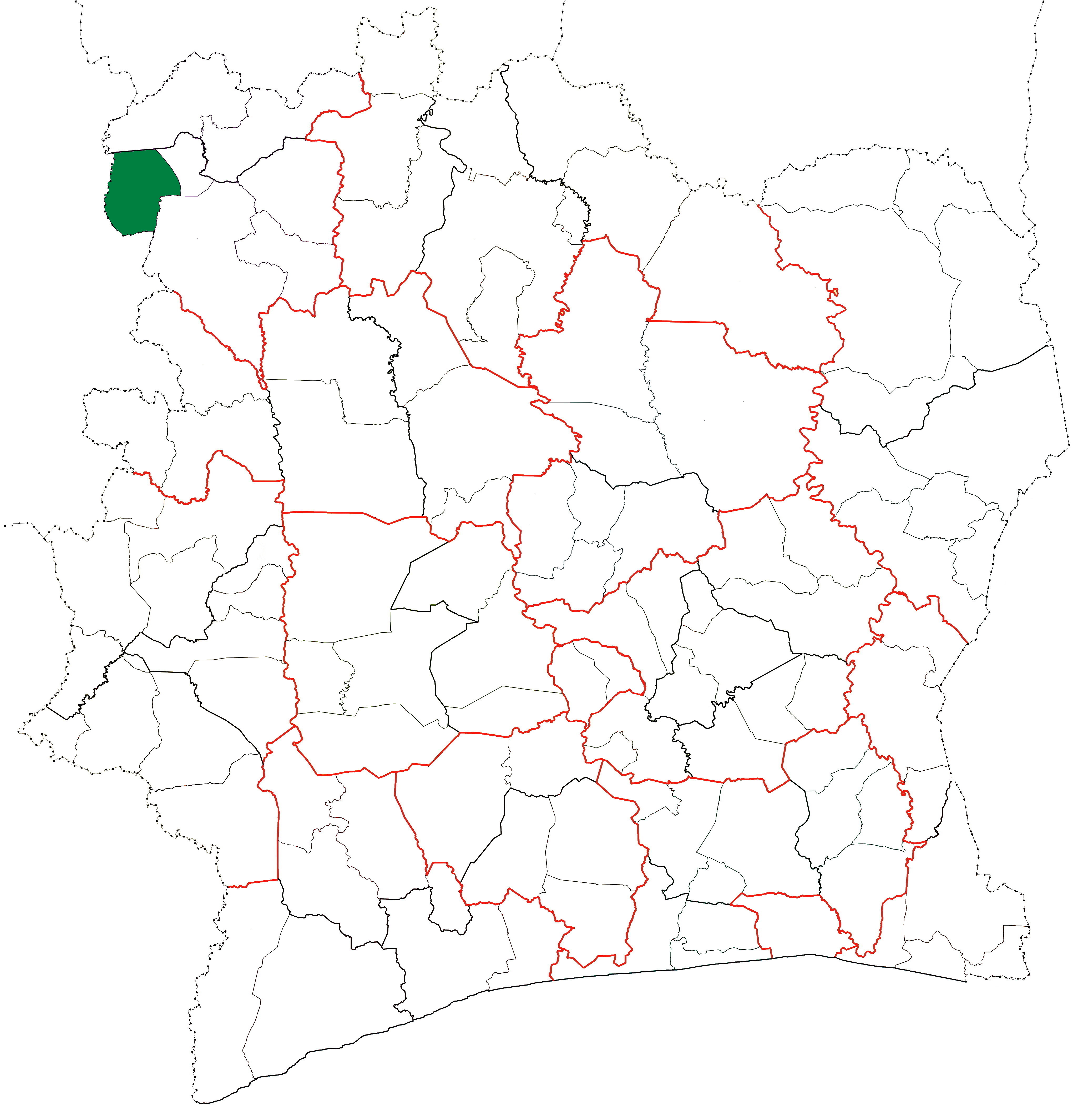

格貝萊班省（Gbéléban Department），是科特迪瓦的省份，位於該國西北部登蓋萊區，由卡巴杜古大區負責管轄，面積2,196平方公里，2014年人口18,181，人口密度每平方公里8.3人。